# 拉菲特 (路易斯安那州)
拉菲特（英語：Lafitte）是位於美國路易斯安那州傑佛遜堂區的一個普查規定居民點。

## 人口
根據2020年美國人口普查的數據，拉菲特的面積為16.60平方千米，當中陸地面積為12.54平方千米，而水域面積為4.06平方千米。當地共有人口1014人，而人口密度為每平方千米61.08人。